# Visszatérés nagy menete
A Visszatérés nagy menete (arabul: مسیرة العودة الكبرى Masīra al-ʿawda al-kubrā) egy, a Gázai övezetben, a Gáza–Izrael műszaki határzár gázai oldalán 2018. március 30. és 2019. december 27. közt minden pénteken megtartott, nagy nemzetközi figyelmet kapott palesztin tüntetéssorozat volt.  A tüntetések során az izraeli fegyveres erők 223 tüntetőt öltek meg, köztük 46 kiskorút, több, mint 8000 tüntetőt pedig megsebesítettek. 
A tüntetők azt követelték, hogy a palesztin menekültek a vonatkozó ENSZ határozatoknak megfelelően visszatérhessenek azokra a jelenleg Izraelhez tartozó településekre és földekre, ahonnan 1948 óta elmenekülni kényszerültek. Tiltakoztak továbbá Izrael akkor már több, mint egy évtizede, a 2006-os palesztin választások óta tartó, a Gázai övezet szárazföldi és tengeri határát, valamint légterét  sújtó katonai zárlata miatt, valamint azért, mert Donald Trump, az Amerikai Egyesült Államok akkori elnöke elismerte Jeruzsálemet Izrael fővárosaként és odaköltöztette országa nagykövetségét. A nagykövetség megnyitására 2018. május 14-én, Izrael mint állam kikiáltásának hetvenedik évfordulóján került sor. A lépés maga és annak időzítése egyaránt fájdalmas volt a palesztinok számára, akiknek ez szülőföldjük és hazájuk elvesztését jelentette.
A megmozdulássorozat polgári kezdeményezésként indult, de mind a Hamász, mind a többi palesztin ellenállási szervezet beállt a kezdeményezés mögé. A tüntetések sokezres tömegeket mozgattak meg és jobbára békésen zajlottak.

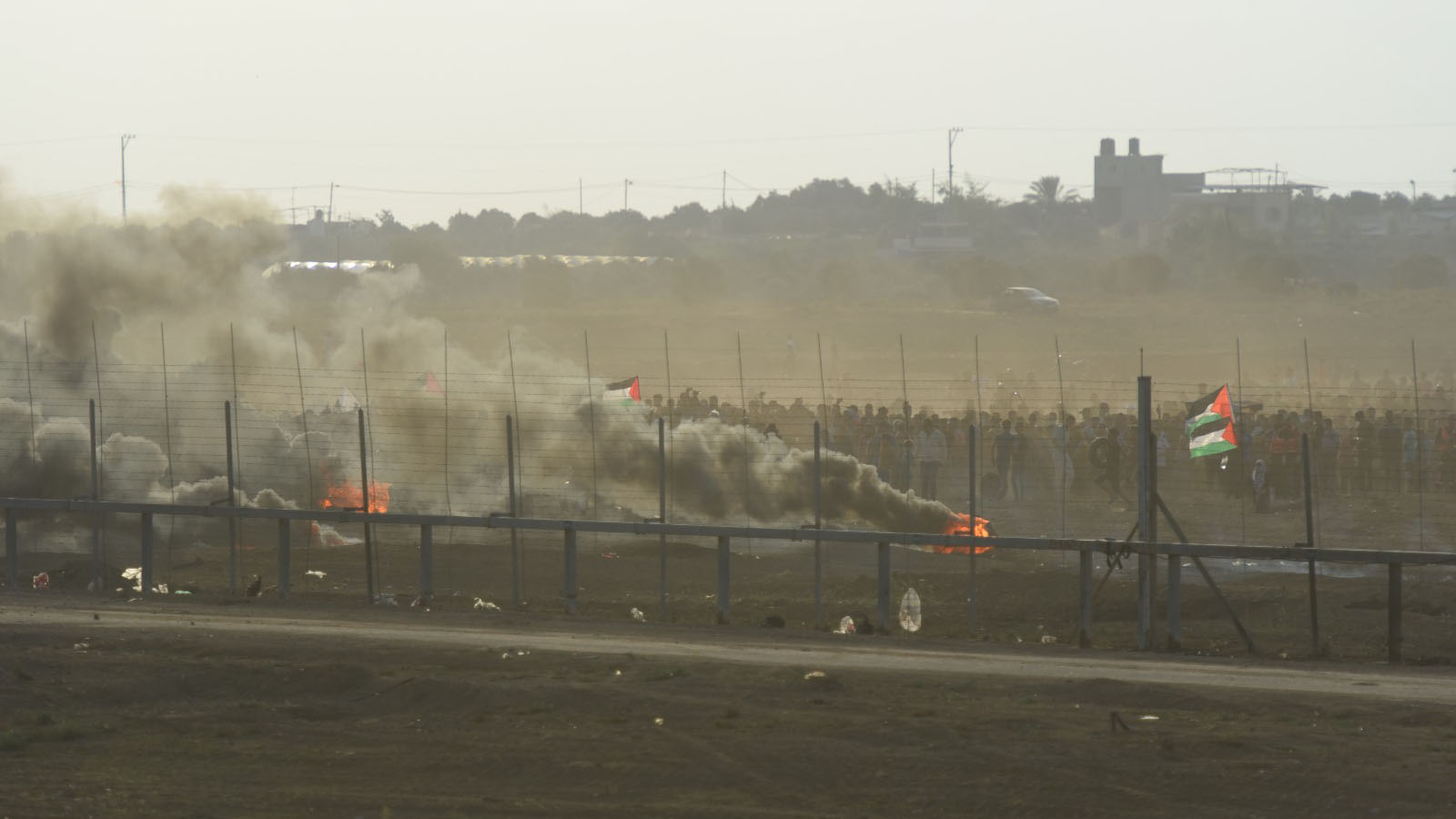
Palesztin tüntetés a Gáza–Izrael műszaki határzárnál, 2018. október 5.